# 7 d'Aquari
7 d'Aquari (7 Aquarii) és una estrella de la Constel·lació d'Aquari. Té una magnitud aparent de 5,49. Segons la Base de dades SIMBAD és una estrella variable.